# Teatr Polski im. Arnolda Szyfmana w Warszawie

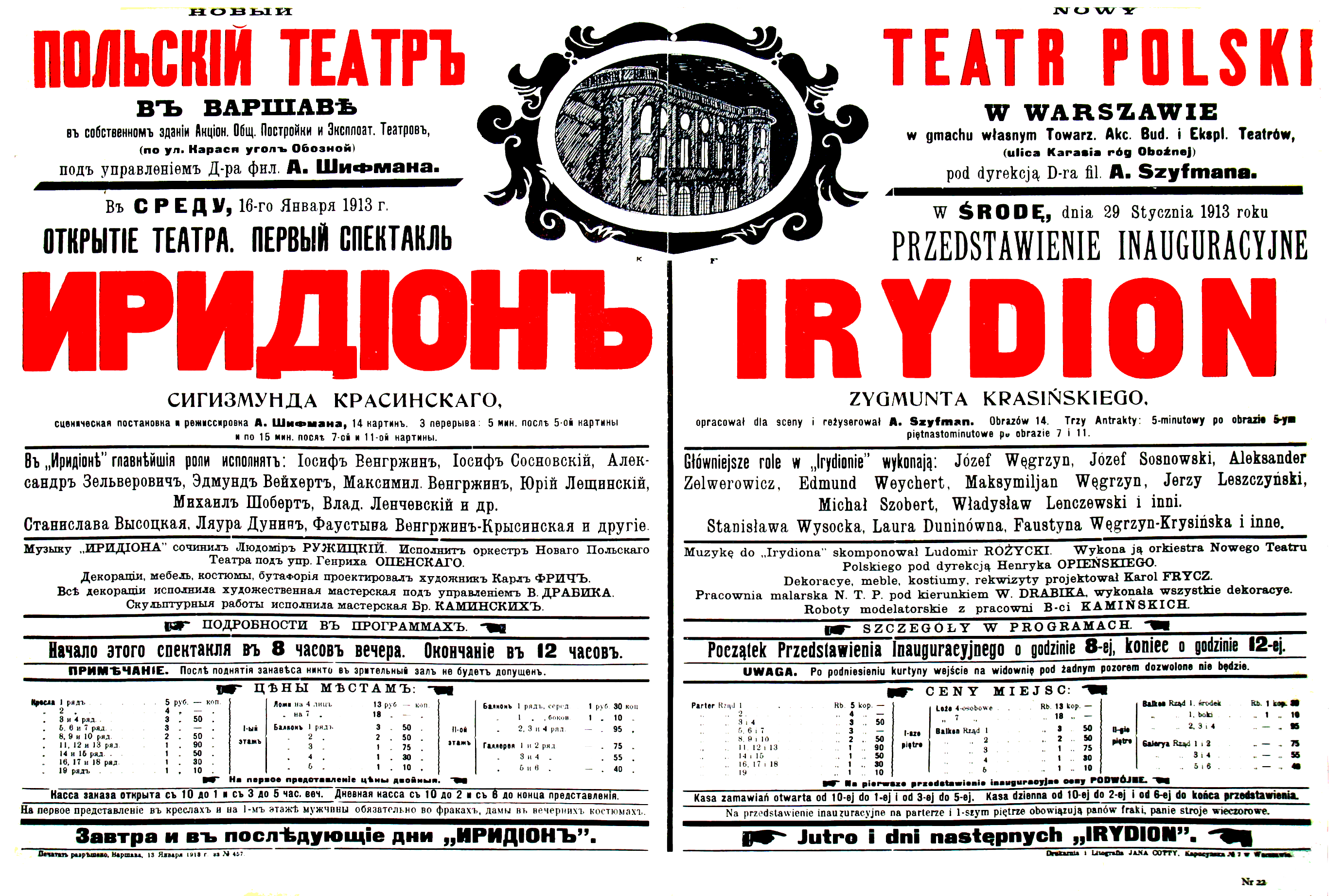
Plakat z wystawienia Irydiona na otwarcie Teatru Polskiego w 1913

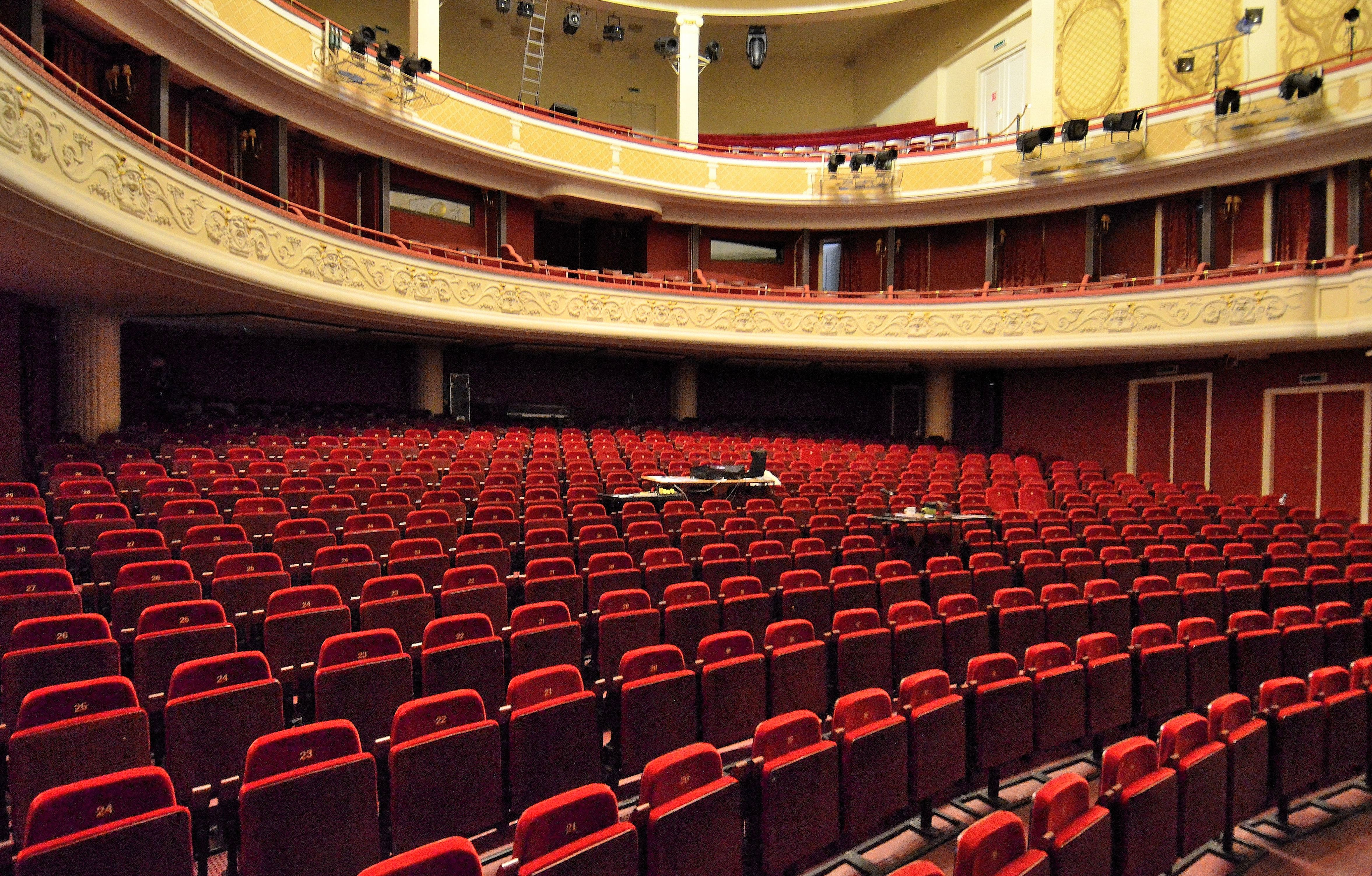
Widownia teatru

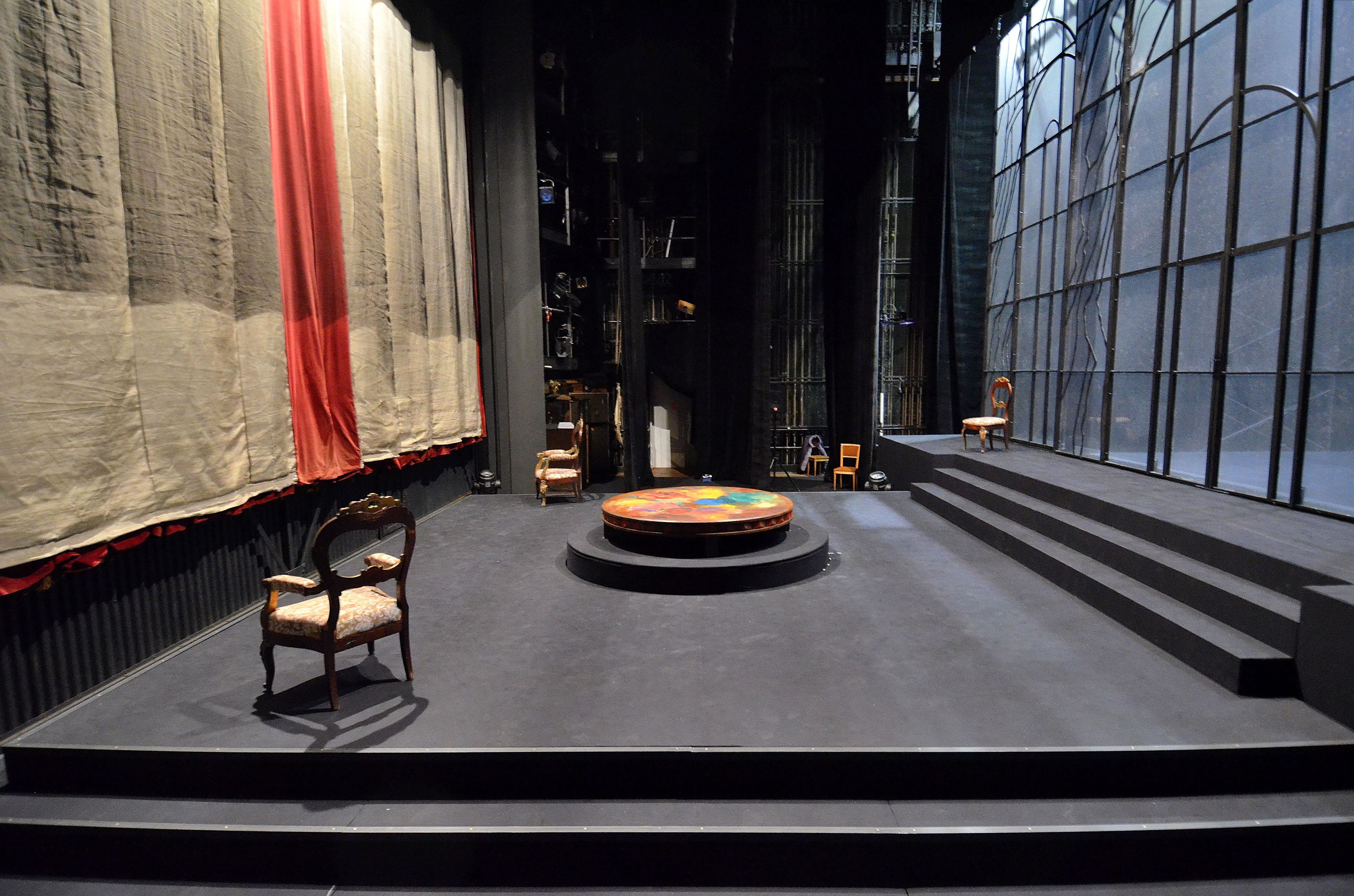
Scena

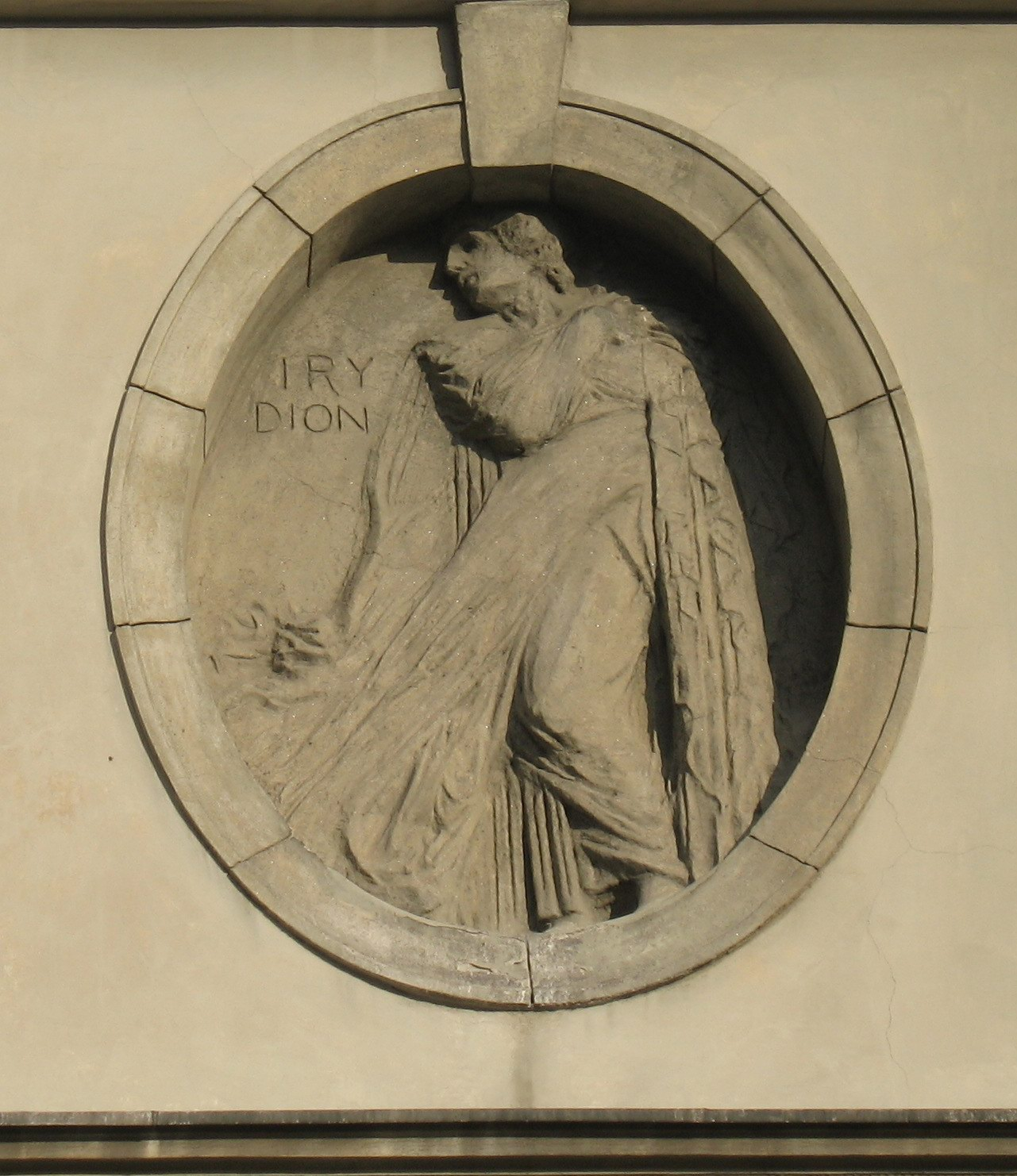
Płaskorzeźba przedstawiająca Irydiona na fasadzie budynku

Teatr Polski im. Arnolda Szyfmana w Warszawie – teatr znajdujący się przy ulicy Karasia 2 w warszawskiej dzielnicy Śródmieście.
Teatr powstał z inicjatywy Arnolda Szyfmana. Został otwarty 29 stycznia 1913. Pierwszym przedstawieniem był wyreżyserowany przez Szyfmana Irydion Krasińskiego.

## Historia
W 1909 Arnold Szyfman wystąpił z inicjatywą wzniesienia w Warszawie nowoczesnego teatru zorganizowanego według najnowocześniejszych europejskich wzorców. W tym celu utworzono Towarzystwo Akcyjne Budowy i Eksploatacji Teatrów w Królestwie Polskim. Za zebrane przez akcjonariuszy 100 tys. rubli nabyto plac przy ul. Oboźnej i w kwietniu 1912 (wmurowanie kamienia węgielnego) rozpoczęto budowę nowoczesnego gmachu teatru według projektu Czesława Przybylskiego. Elewację frontową budynku postawiono od strony nowo poprowadzonej ulicy, łączącej ulice Oboźną i Kopernika; początkowo nosiła ona imię Juliusza Słowackiego, a następnie – Kazimierza Karasia.
W teatrze zainstalowano pierwszą w Polsce scenę obrotową.
Teatr otwarto po dziewięciu miesiącach budowy, 29 stycznia 1913. Wystawiono wtedy Irydiona Zygmunta Krasińskiego.
Mimo początkowych trudności Teatr Polski szybko stał się przodującą warszawską sceną, jeśli chodzi o widowiska monumentalne, co należy wiązać przede wszystkim z osobą Leona Schillera. Stworzył on cieszące się dużą popularnością wśród publiczności spektakle Dziadów (z Józefem Węgrzynem – Gustawem-Konradem) i Kordiana. Arnold Szyfman zbudował zespół, który składał się z wielu osobowości, m.in.: Aleksandra Zelwerowicza, Jerzego Leszczyńskiego, Kazimierza Junoszę-Stępowskiego, Józefa Węgrzyna i Stefana Jaracza. Wśród aktorek była m.in. żona Szyfmana – Maria Przybyłko-Potocka. Wielu aktorów zostało zaangażowanych z teatrów krakowskich.
Wybuch I wojny światowej zdezorganizował pracę teatru, gdyż pochodzący z Austro-Węgier aktorzy zostali ewakuowani w głąb Rosji.

### II wojna światowa i okupacja niemiecka
W czasie okupacji niemieckiej, 6 października 1940, teatr przemianowano na Theater der Stadt Warschau, a tydzień później zaczął tam działać również jawny Teatr Miasta Warszawy, dający w niektóre dni tygodnia także przedstawienia dla Polaków. Wystawiano tam zarówno sztuki z repertuaru klasycznego, jak i operetki i komedie muzyczne.
W 1944 budynek teatru został nieznacznie uszkodzony, spłonęła jednak biblioteka, zbiory archiwaliów i scenografii.

### Teatr po 1945
17 stycznia 1946 Teatr Polski wznowił działalność Lillą Wenedą w reżyserii Juliusza Osterwy.
Uchwałą Rady Państwa z dnia 14 listopada 1953 r. za wybitne zasługi w dziedzinie sztuki teatralnej, za cenny wkład do polskiej kultury – w związku z 40-leciem pracy Państwowy Teatr Polski w Warszawie odznaczony został Orderem Sztandaru Pracy I klasy.
Powojenną – już upaństwowioną – sceną kierował znów Arnold Szyfman, a także Leon Schiller, Stanisław Balicki, Jerzy Jasieński, Jerzy Kreczmar i Andrzej Krasicki. W repertuarze dominowała klasyka, w zespole grało wiele aktorskich sław, m.in. Władysław Hańcza, Stanisław Jasiukiewicz, Czesław Wołłejko, Ignacy Gogolewski i Nina Andrycz.
Od 1981 dyrekcję objął Kazimierz Dejmek. W teatrze zaczęli pracować tacy artyści jak m.in. Barbara Rachwalska, Barbara Horawianka, Bogdan Baer, Tadeusz Bartosik, Lech Ordon, Ignacy Machowski, Zdzisław Mrożewski, Gustaw Holoubek i Stanisław Zaczyk. Do zespołu dołączył także Tadeusz Łomnicki. W repertuarze jak dawniej dominowała klasyka, m.in. Fredro reżyserowany zarówno przez Dejmka, jak i przez Andrzeja Łapickiego. Dużym uznaniem cieszyła się Zemsta z Tadeuszem Łomnickim w roli Papkina, Rejentem – Machowskim i Cześnikiem – Bartosikiem. Dejmek wystawił także dzieła staropolskie – Żywot Józefa Reja i złożone z anonimowych tekstów Uciechy staropolskie. Sięgnął również po sztuki współczesne, m.in. Maestro Jarosława Abramowa-Newerlyego (ze znakomitą tytułową rolą Ignacego Machowskiego), czy Drzewo Wiesława Myśliwskiego (z kolejną kreacją Machowskiego). Wydarzeniem była także premiera Vatzlava Sławomira Mrożka z Janem Englertem w roli tytułowej.
W 1988 przy budynku teatru, w pobliżu skrzyżowania ul. Karasia z ul. Oboźną, odsłonięto pomnik Leona Schillera.
W 1994, po objęciu przez Kazimierza Dejmka stanowiska ministra kultury, dyrektorem artystycznym został Andrzej Łapicki.
W latach 1995–2009 dyrektorem naczelnym był Jerzy Zaleski, który doprowadził do wybudowania i otwarcia 7 listopada 2009 nowej Sceny Kameralnej.
Od 1999 do czerwca 2010 dyrektorem artystycznym był Jarosław Kilian. Wystawił w teatrze m.in. Igraszki z diabłem Jana Drdy, Sen nocy letniej Szekspira, Don Juana Moliera, Balladynę Słowackiego i Zieloną Gęś Gałczyńskiego.
W lutym 2010 na stanowisko p.o. dyrektora został wybrany Marek Szyjko. We wrześniu 2010 p.o. dyrektora został Jarosław Gajewski, a od stycznia 2011 do sierpnia 2016 był Zastępcą Dyrektora Naczelnego – Dyrektorem Artystycznym. W styczniu 2011 stanowisko dyrektora objął Andrzej Seweryn. Tworząc linię repertuarową teatru stawia przede wszystkim na ambitną klasykę w opracowaniu najlepszych światowej sławy reżyserów, m.in.: Jacques’a Lassalle’a, Ivana Alexandre’a, Dana Jemmetta.
29 stycznia 2013 Teatrowi Polskiemu nadano imię Arnolda Szyfmana – założyciela i wieloletniego dyrektora sceny.

## Dyrekcja teatru
- Andrzej Seweryn – dyrektor naczelny
- Marek Szyjko – zastępca dyrektora naczelnego – dyrektor ds. administracyjno-ekonomicznych

## Zespół aktorski
- Marta Alaborska
- Piotr Bajtlik
- Maja Barełkowska
- Grażyna Barszczewska
- Adam Biedrzycki
- Tomasz Błasiak
- Tomasz Brzostek
- Izabella Bukowska
- Anna Cieślak
- Piotr Cyrwus
- Wojciech Czerwiński
- Marta Dąbrowska
- Ewa Domańska
- Joanna Halinowska
- Marcin Jędrzejewski
- Paweł Krucz
- Marta Kurzak
- Szymon Kuśmider
- Marcin Kwaśny
- Krzysztof Kwiatkowski
- Dominik Łoś
- Ewa Makomaska
- Andrzej Mastalerz
- Krystian Modzelewski
- Antoni Ostrouch
- Maksymilian Rogacki
- Lidia Sadowa
- Jerzy Schejbal
- Natalia Sikora
- Joanna Trzepiecińska
- Afrodyta Weselak